# Mount Challenger (Washington)
Der Mount Challenger (8.207 ft (2.501 m)) ist ein Berg im North Cascades National Park im US-Bundesstaat Washington. Wegen seiner isolierten Lage ist er schwierig zu erreichen; eine der gebräuchlichsten Routen zu seiner Besteigung beinhaltet den Aufstieg über den Challenger Glacier an den Nordhängen des Gipfels. Der Mount Challenger ist einer der höheren Gipfel der Picket Range.

## Klima
Der Mount Challenger liegt in der Klimazone der Marine West Coast des westlichen Nord-Amerika. Die meisten Wetterfronten kommen über den Pazifik und ziehen nordostwärts zur Kaskadenkette. Wenn die Fronten die North Cascades erreichen, sind sie durch die hohen Gipfel zum Aufsteigen gezwungen (orographischer Stau), was dazu führt, dass sie die hohe Feuchtigkeit in Form von Regen oder Schnee auf die Kaskaden herablassen. Im Ergebnis erhält die Westseite der North Cascades hohe Niederschlagsmengen, insbesondere im Winter in Form von Schnee. Wegen ihrer gemäßigten Temperaturen und ihrer Nähe zum Ozean, treten in den Gebieten westlich des Hauptgrates sehr selten Temperaturen unter 0 °F (−18 °C) oder über 80 °F (27 °C) auf. Während der Wintermonate ist der Himmel meist wolkig oder bedeckt, in den Sommermonaten durch die Hochdrucksysteme über dem Pazifik jedoch meist wolkenlos. Wegen des Seeklimas tendiert der Schnee dazu, nass und schwer zu sein, so dass eine hohe Lawinengefahr besteht.